# تیم ملی فوتبال زیر ۲۳ سال استرالیا
تیم ملی فوتبال زیر ۲۳ سال استرالیا (انگلیسی: Australia national under-23 soccer team) نماینده استرالیا در بازی‌های المپیک و بازی‌های آسیایی است.
این تیم در پنج دوره المپیک در سال‌های ۱۹۹۲، ۱۹۹۶، ۲۰۰۰، ۲۰۰۴ و ۲۰۰۸ به عنوان نماینده استرالیا حضور داشته است.